# مونتي أموندسين
مونتي أموندسين (بالإنجليزية: Monte Amundsen)‏ هي مغنية أوبرا ومغنية أمريكية، ولدت في 15 يناير 1930، وتوفيت في 24 ديسمبر 2011 في تامبا في الولايات المتحدة بسبب مرض.

## وصلات خارجية
- مونتي أموندسين على موقع IMDb (الإنجليزية)
- مونتي أموندسين على موقع قاعدة بيانات برودواي على الإنترنت (الإنجليزية)